# Paris Saint-Germain in het seizoen 2017/18

## Neymar: 222 miljoen

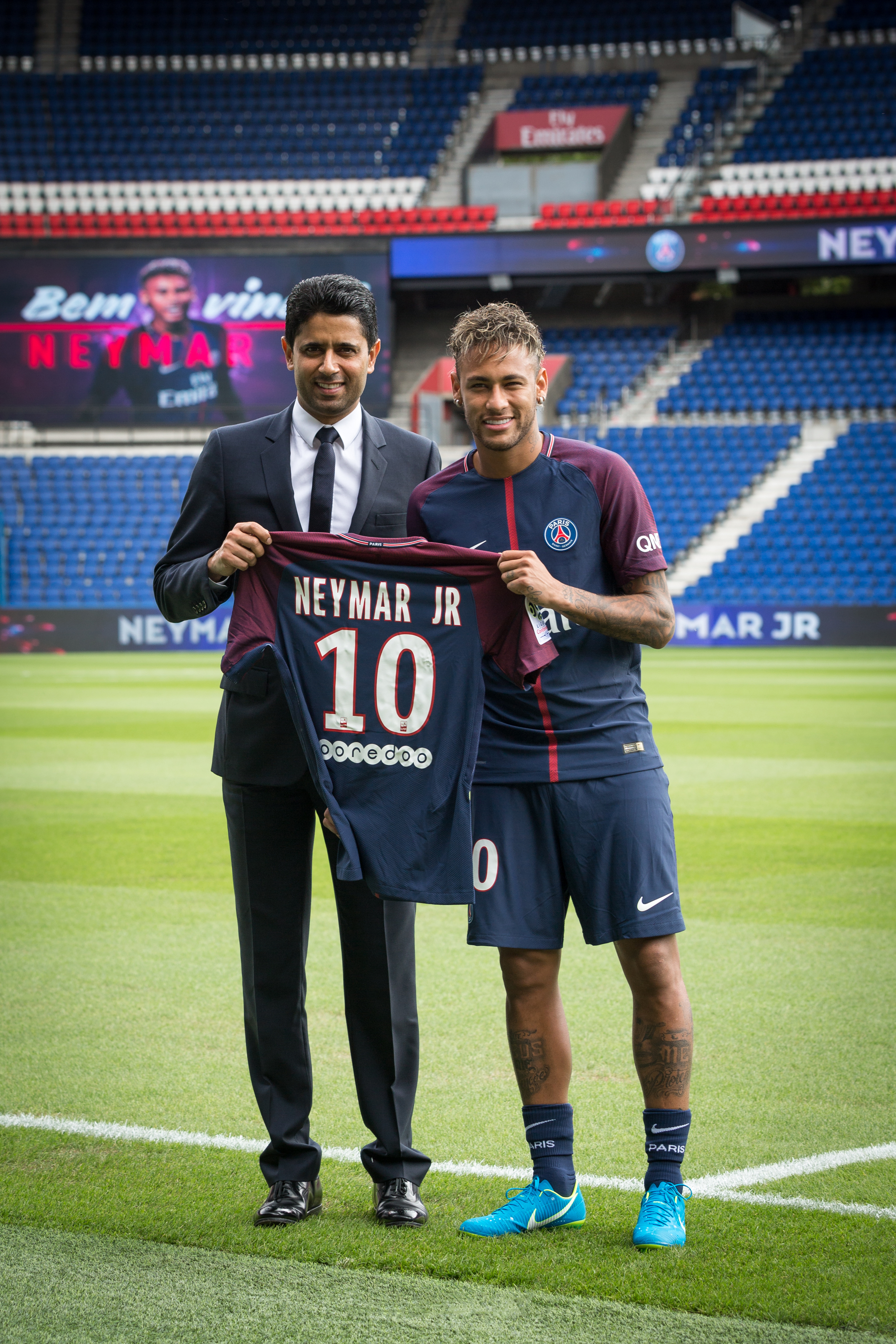

Paris Saint-Germain weekte in augustus 2017 Neymar los van FC Barcelona door middel van een constructie ter waarde van €222.000.000,-. In het contract van de Braziliaan stond een gelimiteerde afkoopsom die inhield dat hij voor dat bedrag weg mocht bij de Spaanse club. Een delegatie advocaten bood die som op 3 augustus 2017 aan bij FC Barcelona. Barça-directeur Òscar Grau ging akkoord. Dit maakte Neymar officieel transfervrij. Enkele uren later tekende hij een contract tot medio 2022 bij Paris Saint-Germain. De transfer maakte Neymar de duurste voetballer ooit. Het bedrag was meer dan een verdubbeling van het vorige record, de €105.000.000,- die Manchester United in 2016 betaalde aan Juventus voor Paul Pogba. Daarnaast verhuurde AS Monaco Kylian Mbappé in augustus 2017 voor een jaar aan Paris Saint-Germain. Deze huur was onderdeel van een constructie waarin de Parijse club het recht verwierf om hem daarna voor circa €175.000.000,- definitief in te lijven. Zonder de geblesseerde Neymar (gebroken middenvoetsbeentje in zijn rechtervoet sinds februari) verzekerde PSG zich op zondag 15 april 2018 van de vijfde landstitel sinds 2013. Dat deed de ploeg van trainer Unai Emery door voor eigen publiek met 7-1 te winnen van titelverdediger AS Monaco. De treffers kwamen op naam van onder anderen Ángel Di María en Giovani Lo Celso, die ieder twee doelpunten maakten.

## Sponsors
In 2017/18 werd PSG gesponsord door Emirates, de sponsor die PSG al vanaf 2006 ondersteunt.

## Erelijst
In 2017/18 werd PSG Landskampioen. Ook won het de Coupe de France en de Coupe de la Ligue.

## Selectie 2017/18
|               | N                   | Naam               | Vorige club         |
| ------------- | ------------------- | ------------------ | ------------------- |
| Doelmannen    |                     |                    |                     |
| 1             | Vlag van Duitsland  | Kevin Trapp        | Eintracht Frankfurt |
| 16            | Vlag van Frankrijk  | Alphonse Aréola    | Eigen jeugd         |
| 40            | Vlag van Frankrijk  | Rémy Descamps      | Eigen jeugd         |
| Verdedigers   |                     |                    |                     |
| 2             | Vlag van Brazilië   | Thiago Silva       | AC Milan            |
| 3             | Vlag van Frankrijk  | Presnel Kimpembe   | Eigen jeugd         |
| 5             | Vlag van Brazilië   | Marquinhos         | AS Roma             |
| 12            | Vlag van België     | Thomas Meunier     | Club Brugge         |
| 17            | Vlag van Spanje     | Yuri Berchiche     | Real Sociedad       |
| 20            | Vlag van Frankrijk  | Layvin Kurzawa     | AS Monaco           |
| 32            | Vlag van Brazilië   | Dani Alves         | Juventus            |
| 34            | Vlag van Frankrijk  | Alec Georgen       | Eigen jeugd         |
| Middenvelders |                     |                    |                     |
| 6             | Vlag van Italië     | Marco Verratti     | Pescara             |
| 8             | Vlag van Italië     | Thiago Motta       | Internazionale      |
| 11            | Vlag van Argentinië | Ángel Di María     | Manchester United   |
| 18            | Vlag van Argentinië | Giovani Lo Celso   | CA Rosario Central  |
| 21            | Vlag van Frankrijk  | Hatem Ben Arfa     | OGC Nice            |
| 23            | Vlag van Duitsland  | Julian Draxler     | VFL Wolfsburg       |
| 24            | Vlag van Frankrijk  | Christopher Nkunku | Eigen jeugd         |
| 25            | Vlag van Frankrijk  | Adrien Rabiot      | Eigen jeugd         |
| 27            | Vlag van Argentinië | Javier Pastore     | US Palermo          |
| Aanvallers    |                     |                    |                     |
| 9             | Vlag van Uruguay    | Edinson Cavani     | Napoli              |
| 10            | Vlag van Brazilië   | Neymar             | FC Barcelona        |
| 15            | Vlag van Portugal   | Goncalo Guedes     | Benfica             |
| 29            | Vlag van Frankrijk  | Kylian Mbappé      | AS Monaco           |

### Transfers 2017/18
| Naam                | Nationaliteit      | Positie      | Van           | Transfersom                          |
| ------------------- | ------------------ | ------------ | ------------- | ------------------------------------ |
| Aangetrokken        |                    |              |               |                                      |
| Neymar              | Vlag van Brazilië  | Aanvaller    | FC Barcelona  | € 222.000.000                        |
| Odsonne Édouard     | Vlag van Frankrijk | Aanvaller    | Toulouse      | € 1.500.000                          |
| Dani Alves          | Vlag van Brazilië  | Verdediger   | Juventus      | Free transfer (association football) |
| Yuri Berchiche      | Vlag van Spanje    | verdediger   | Real Sociedad | € 13.000.000                         |
| Kylian Mbappé       | Vlag van Frankrijk | aanvaller    | AS Monaco     | 180.000.000                          |
| Vertrokken          |                    |              |               |                                      |
| Maxwell             | Vlag van Brazilië  | Verdediger   | Gestopt       | Gestopt                              |
| Blaise Matuidi      | Vlag van Frankrijk | Middenvelder | Juventus      | € 30.000.000                         |
| Jean-Kévin Augustin | Vlag van Frankrijk | Aanvaller    | RB Leipzig    | € 16.000.000                         |
| Gaëtan Robail       | Vlag van Frankrijk | Aanvaller    | Cercle Brugge | € ... ?                              |

## Paris Saint-Germain in Europa
In het seizoen 2017/18 speelde PSG in de Champions League.